# Zum Göttlichen Erlöser (Uelzen)

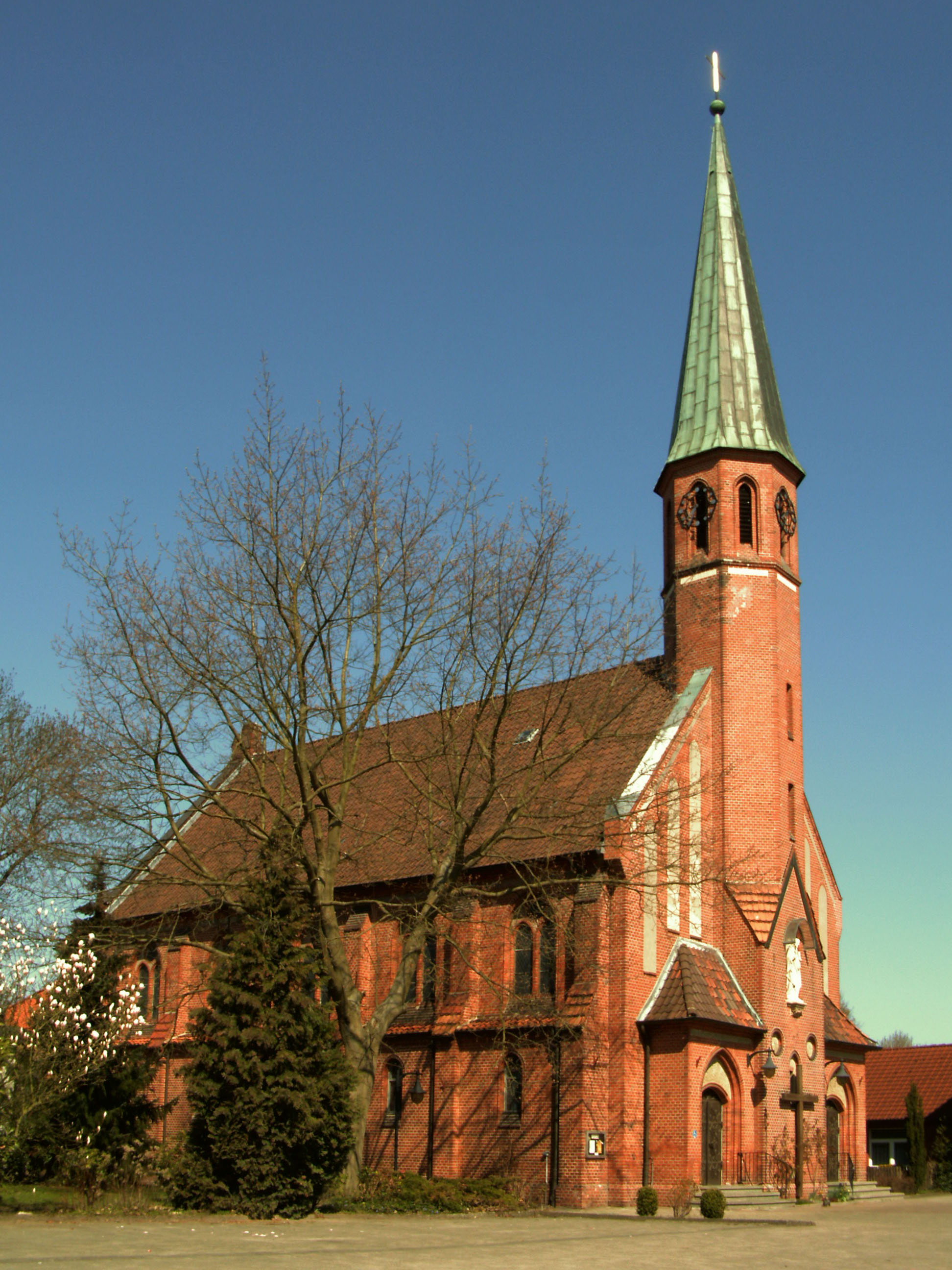
Kath. Pfarrkirche Zum Göttlichen Erlöser

Zum Göttlichen Erlöser ist die römisch-katholische Pfarrkirche in Uelzen, einer Kreisstadt in Niedersachsen. Sie ist heute die älteste Kirche im Dekanat Lüneburg. Ihre gleichnamige Pfarrgemeinde, die sämtliche katholischen Kirchen im Landkreis Uelzen umfasst, gehört zum Bistum Hildesheim. Die Kirche trägt das Patrozinium Christus Erlöser und ist im Denkmalatlas Niedersachsen unter der ID-Nr. 31004538 als Baudenkmal aufgeführt.

## Geschichte
Im Fürstentum Lüneburg, zu dem Uelzen damals gehörte, führte Ernst I., Herzog zu Braunschweig-Lüneburg, im 16. Jahrhundert die Reformation ein. Dadurch wurden die Bevölkerung von Uelzen und die St.-Marien-Kirche protestantisch.
Nachdem das Bistum Verden durch die Reformation untergegangen war, kam Uelzen, das vor der Reformation im Bistum Verden Sitz eines Archidiakonats war, zum Apostolischen Vikariat des Nordens. Im Zuge der Neuumschreibung der katholischen Diözesen in Deutschland nach dem Wiener Kongress kam Uelzen im Jahre 1824 durch die Zirkumskriptionsbulle Impensa Romanorum Pontificum zum Bistum Hildesheim. Zunächst erfolgte die Betreuung der wenigen Katholiken in Uelzen durch die Seelsorger aus Celle, dann durch die 1850 gegründete Pfarrgemeinde Lüneburg. In Uelzen erfolgte 1866 die Stationierung einer Schwadron des Militärs, von diesem Jahr an fanden in Uelzen katholische Gottesdienste in der evangelischen Gertrudenkapelle statt. Zelebranten waren Militärpfarrer oder die Pfarrer aus Lüneburg. Die Gottesdienste wurden zunächst vorwiegend von in Uelzen stationierten katholischen Soldaten besucht. Aber auch durch die 1883 gegründete Zuckerfabrik stieg die Zahl der Katholiken in Uelzen.
Einen eigenen katholischen Seelsorger bekam Uelzen mit Pfarrvikar Adolf Ohms im Jahre 1899, er blieb bis 1902 in Uelzen. Damals lebten in Uelzen bereits rund 400 Katholiken, dazu kamen rund 300 katholische Saisonarbeiter, die in der Landwirtschaft tätig waren.
Da die etwa 140 Personen fassende Gertrudenkapelle zu klein geworden war, wurde 1902 ein Kirchbaugrundstück erworben. Unter Franz Algermissen, der ab 1902 Pfarrvikar in Uelzen war, begann der Kirchbau. Die Baupläne fertigte Richard Herzig an, die Bauleitung oblag dem Architekten Eckhard aus Harsum. Die Grundsteinlegung erfolgte am 17. Juli 1904 durch Pfarrvikar Franz Algermissen. Parallel zum Bau der Kirche wurde auch das Pfarrhaus errichtet, das im November 1904 fertiggestellt war. Im Dezember 1904 folgte der Guss der drei Glocken durch die Glockengießerei Otto, die am 29. Januar 1905 durch Pfarrvikar Algermissen geweiht wurden. Die Benediktion der Kirche fand am 14. Mai 1905 durch Domkapitular Konrad Steinmann statt, der den hochbetagten Bischof Daniel Wilhelm Sommerwerck vertrat. Die Kirche war nach St. Ludwig in Celle und St. Marien in Lüneburg die dritte katholische Kirche in der Lüneburger Heide nach der Reformation.
Am 1. August 1913 wurde die Pfarrei Uelzen eingerichtet, sie wurde aus der Kirchengemeinde Lüneburg, zu der sie bis dahin gehört hatte, ausgegliedert und umfasste zunächst den ganzen Landkreis Uelzen. Im Ersten Weltkrieg mussten zwei der drei Glocken für die Rüstungsindustrie abgegeben werden und wurden eingeschmolzen, erst 1922 konnten sie durch zwei ebenfalls von der Glockengießerei Otto hergestellte neue Glocken ersetzt werden. In den 1920er Jahren bekam die Pfarrei Uelzen in Ebstorf eine erste Außenstation; die Gottesdienste fanden dort in einer Kapelle statt, die in einem Privathaus eingerichtet worden war. 1932 gehörten zur Pfarrei Uelzen schon rund 2200 Katholiken, wovon rund 700 in der Stadt Uelzen wohnten.
Im Zweiten Weltkrieg wurden 1942 wieder zwei der drei Glocken für Kriegszwecke eingeschmolzen. Durch einen Luftangriff auf den nahegelegenen Güterbahnhof wurde die Kirche am 22. Februar 1945 erheblich beschädigt. Vom 15. April 1945 an fanden aufgrund der Kampfhandlungen keine Gottesdienste mehr statt, am 18. April 1945 eroberten Truppen der British Army die Stadt Uelzen.
In den Folgejahren wurde die Kirche wieder instand gesetzt. 1949 wurden die Turmuhr und zwei neue Glocken, die vom Unternehmen J. F. Weule in Bockenem gefertigt wurden, in der Kirche installiert. Nachdem in Folge der Flucht und Vertreibung Deutscher aus Mittel- und Osteuropa 1945–1950 die Zahl der Katholiken im Landkreis Uelzen auf über 8000 angestiegen war, wurden 1946 in Bevensen-Medingen und 1948 in Bodenteich Außenstationen der Pfarrei Uelzen eingerichtet, die mit eigenen Seelsorgern besetzt wurden. Auch die bereits vor dem Zweiten Weltkrieg eingerichtete Außenstation in Ebstorf hatte 1945 einen eigenen Geistlichen erhalten. 1954, Uelzen gehörte damals noch zum Dekanat Celle, begann in Uelzen der Bau eines Pfarrheims, das 1956 fertiggestellt wurde. 1954 wurde in Uelzen auch eine katholische Volksschule eröffnet, die 1969 wegen zu geringer Schülerzahl wieder geschlossen wurde.
Das Flüchtlingslager Uelzen-Bohldamm, das im September 1945 von der britischen Militärregierung eingerichtet worden war, bekam 1953 einen katholischen Lagerpfarrer. Nach einer Spende aus Belgien konnte im Lager 1954 für die katholische Seelsorge eine Baracke errichtet werden, in der im November 1954 durch den Lagerpfarrer Walter Jansen eine Lagerkapelle eingeweiht wurde. Im März 1963 wurde das Lager wieder geschlossen.
1958 wurde die neuerbaute Filialkirche Maria Rast in Holxen eingeweiht, sie wurde bis zur Auflösung der Pfarrvikarie Holxen im Jahre 1997 für Gottesdienste genutzt. Aus den Außenstationen wurden in Bevensen (1959), Bodenteich (1963) und Ebstorf (1987) selbstständige Kirchengemeinden. 1964 bekam die Kirche in Uelzen eine Orgel, die aus der evangelischen Kirche in Hamburg-Berne stammte. 1972 wurde infolge der Liturgiereform des Zweiten Vatikanischen Konzils in der Uelzener Kirche ein neuer Volksaltar von Bischof Heinrich Maria Janssen geweiht. 1974 wurde neben der Kirche ein neues Pfarrheim errichtet, das am 22. November 1974 von Weihbischof Heinrich Pachowiak eingeweiht wurde.
Am 1. Juli 1991 übernahmen Franziskaner-Minoriten aus Polen (Warschauer Provinz) die Seelsorge, dafür wurde neben der Kirche ein kleines Kloster mit eigener Hauskapelle erbaut. Am 1. November 2006 kamen die Kirchen St. Joseph in Bad Bevensen, St. Bonifatius in Bad Bodenteich und Mariä Heimsuchung in Ebstorf als Filialkirchen zur Pfarrgemeinde Zum göttlichen Erlöser zurück, die Pfarrgemeinden Bad Bevensen, Bad Bodenteich und Ebstorf wurden in diesem Zusammenhang aufgelöst. Heute wird die Kirchengemeinde durch den 2008 gegründeten Förderverein Pater-Kolbe-Uelzen e. V. unterstützt.

## Architektur und Ausstattung
Die in rund 37 Meter Höhe über dem Meeresspiegel gelegene Kirche steht auf dem Grundstück Alewinstraße 29. Das Gotteshaus wurde als neugotischer Backsteinbau nach den Plänen von Richard Herzig erbaut. Der einschiffige Bau ist mit einem Satteldach eingedeckt, aus dem Ostgiebel ragt der schlanke achteckige Turm mit seinem spitzen kreuzbekrönten Helm heraus. Die Kirche wird durch zwei Portale an der Ostseite erschlossen.